# Ibrahima Sory Sankhon
Ibrahima Sory Sankhon (Forécariah, 1º gennaio 1996) è un calciatore guineano, centrocampista o difensore del Kaloum Star.